# Палау на Светском првенству у атлетици на отвореном 2015.
Палау је учествовао на Светском првенству у атлетици на отвореном 2013. одржаном у Пекингу од 22. до 30. августа десети пут. Репрезентацију Палауа представљало је један атлетичар која се такмичила у трци на 100 метара.
На овом првенству Палау није освојио ниједну медаљу, а изједначен је национални рекорд на 100 метара.

## Резултати

### Мушкарци
| Атлетичарка   | Дисциплина | Лични рекорд | Предтакмичење | Предтакмичење | Квалификације | Квалификације | Полуфинале           | Полуфинале           | Финале               | Финале       | Детаљи |
| Атлетичарка   | Дисциплина | Лични рекорд | Резултат      | Место         | Резултат      | Место         | Резултат             | Место                | Резултат             | Место        | Детаљи |
| ------------- | ---------- | ------------ | ------------- | ------------- | ------------- | ------------- | -------------------- | -------------------- | -------------------- | ------------ | ------ |
| Родман Телтул | 100 м      | 10,71 НР     | 10,71 НР      | 2. у гр 2     | 10.72         | 7. у гр. 2    | Није се квалификовао | Није се квалификовао | Није се квалификовао | 47 / 68 (71) |        |